# Godeninci
Godeninci este o localitate din comuna Središče ob Dravi, Slovenia, cu o populație de 182 de locuitori.